# ماغنوس لوند
ماغنوس لوند (بالنرويجية: Magnus Lund)‏ (و. 1983  م) هو لاعب اتحاد الرغبي من النرويج، والمملكة المتحدة، ولد في مانشستر، شارك في دورة ألعاب الكومنولث 2006، مركز لعبه هو حامي الأجناب ‏.

## التعليم
تعلم في جامعة مانشستر متروبوليتان.

## وصلات خارجية
- ماغنوس لوند على موقع IMDb (الإنجليزية)
- ماغنوس لوند على موقع دوري الرغبي الممتاز (الإنجليزية)
- ماغنوس لوند عل موقع إسبنسكروم (الإنجليزية)
- ماغنوس لوند على موقع ItsRugby.co.uk (الإنجليزية)
- ماغنوس لوند على موقع اتحاد ألعاب الكومنولث (مؤرشف) (الإنجليزية)

- ماغنوس لوند في قاعدة بيانات الأفلام على الإنترنت